# Most sv. Elma
Most sv. Elma je obokana jeklena brv z enim razponom, ki vodi od obrežja utrdbe sv. Elma v Valletti na Malti do valobrana na vhodu v Grand Harbour. Zgrajena je bila v letih 2011–12 po načrtih španskih arhitektov Arenas & Asociados. Most stoji na mestu prejšnjega mostu, ki je bil zgrajen leta 1906 in je bil uničen med drugo svetovno vojno leta 1941. Prvotni most je imel podobno zasnovo kot sedanji, vendar je imel dva razpona namesto enega.

## Izvorni most
V 19. in 20. stoletju je bil Grand Harbor glavno britansko pomorsko oporišče. Leta 1900 je Admiraliteta začela načrtovati gradnjo valobrana, da bi zaščitil pristanišče tako pred razburkanim morjem kot tudi pred morebitnim sovražnikovim vdorom. Valobran je bil zgrajen iz apnenca in betona in je bil sestavljen iz dveh delov s svetilnikom na vsakem koncu. Večji krak valobrana je bil povezan z obrežjem blizu utrdbe sv. Elma, manjši pa je bil povezan s  utrdbo Ricasoli. Razpis za izgradnjo valobrana je bil objavljen leta 1902, zmagala pa je družba S. Pearson & Sons. Temeljni kamen je 20. aprila 1903 položil kralj Edvard VII. Britanski, dela pa so se začela leta 1905 in končala leta 1910. Skupni stroški valobrana so bili približno 1 milijon funtov.
Zdelo se je, da je treba imeti 70 metrov dolgo razdaljo med večjim delom valobrana in  obalo sv. Elma, da preprečimo zastajanje vode v pristanišču in omogočimo hitrejši prehod majhnih plovil. Čez to vrzel je bila leta 1906 zgrajena jeklena brv, ki je bila sestavljena iz dveh razponov obokanih nosilcev, podprtih na par cilindričnih jeklenih stebrih, napolnjenih z betonom.

### Uničenje
V noči med 25. in 26. julij 1941 je med drugo svetovno vojno je flota Decima Flottiglia MAS iz mornarice Kraljevine Italije (Regno d'Italia) izvedla napad na pristanišče z motornimi čolni MAS, eksplozivnimi motornimi čolni MT in človeškimi torpedi SLC Maiale. Eden od SLC-jev naj bi napadel most, ki je imel mreže, ki so blokirale vhod v pristanišče,[8] ki so drugim plovilom omogočile vstop v preboj in napad na pomorsko ladjo v pristanišču. Element presenečenja je bil izgubljen, ko so Britanci z radarjem zaznali bližajoči se napad, česar Italijani niso pričakovali.
Napad na most se je začel 26. julija ob 04.46. Eksploziv v prvem plovilu ni eksplodiral, zaradi česar je pilot drugega plovila v samomorilski misiji zabil svoj eksplozivni motorni čoln ob most. Plovilo je zadelo enega od stebrov mostu, v drugem čolnu pa je eksplodiralo eksploziv, zaradi česar se je eden od razponov zrušil. To ni omogočalo dostopa do pristanišča; nasprotno, podrti razpon je popolnoma blokiral vhod. Obalne baterije Fort Saint Elmo so nato odprle ogenj na napadalce in večina plovil je bila uničena, nekaj pa jih je bilo ujetih.
Porušeni razpon je bil po napadu odstranjen, preostali del mostu pa je bil po vojni porušen. Ostali so le kamniti oporniki na obeh straneh in deli srednjih stebrov. Do valobrana in svetilnika so pozneje dostopali le s čolnom. 

## Sedanji most
Namera za izgradnjo replike mostu na tem mestu je bila objavljena leta 2007. Vendar pa je postalo očitno, da rekonstrukcija po prvotni zasnovi zaradi potrebne količine jekla finančno ne bi bila vzdržna. Ko je bil 18. septembra 2009 objavljen razpis za projektiranje, izdelavo in gradnjo mostu, je bila zahteva enorazponski most z novo zasnovo, ki bo odražala prvotni slog. Gradnja novega mostu je bila del večjega projekta za obnovo Vallette, ki je med drugim vključeval tudi obnovo mestnih vrat in dvigalo Barrakka. 
Jekleni most z enim razponom tehta 190 ton in je dolg 70 metrov in širok 5,5 metra. Ima asimetričen prečni prerez v obliki črke L, z obokano rešetko, obrnjeno proti morju. Podprt je na kamnitih opornikih prvotnega mostu, ohranjeni pa so tudi ostanki stebrov, ki pa niso povezani s sodobnim mostom. Most so zasnovali španski arhitekti Arenas & Asociados, izdelali pa so ga v A Coruñi, preden so ga poslali na Malto na krovu Storman Asia. Brezzina & Cole Architects skupaj z izvajalcem Vassallo Builders so bili odgovorni za postavitev mostu. Namestitev je potekala 5. oktobra 2011. Sistem razsvetljave je zasnoval Anthony Magro iz Calleja Limited. Projekt je stal 2,8 milijona evrov. Most je bil zasnovan tako, da bo trajal 120 let.
Most je 24. julija 2012 odprl Austin Gatt, minister za infrastrukturo, promet in komunikacije, nato pa je bil odprt za javnost. Most je bil deležen mešanih odzivov javnosti, nekateri so pohvalili njegovo zasnovo in dejstvo, da je obnovil prvotni videz valobrana, medtem ko kritiki niso odobravali stroškov gradnje in ga imenovali »most v nikamor«. Od otvoritve je postal znamenitost, občasno pa je utrpel poškodbe na krovu ali ograjah, zaradi česar je bil nekaj časa zaprta za javnost, da bi se lahko popravil. 